# إمبروس
إمبروس، رسميًا كوكجه آضه (بالتركية: Gökçeada)‏ منذ 29 يوليو 1970 (باليونانية: Ίμβρος)‏، هي أكبر جزيرة في تركيا ومقر منطقة كوكجه آضه في محافظة جنق قلعة. تقع في شمال شرق بحر إيجة، عند مدخل خليج ساروس [الإنجليزية]، وهي أقصى نقطة في غرب تركيا (رأس إنجه بورون ‏). تبلغ مساحة إمبروس 279 كيلومتر مربع (108 ميل2) وبها بعض المناطق المشجرة.
وفقًا لتعداد عام 2020، بلغ عدد سكان منطقة جزيرة كوكجه آضه 10106 نسمة. الصناعات الرئيسية لإمبروس هي صيد الأسماك والسياحة. بحلول نهاية القرن العشرين، كانت الجزيرة مأهولة في الغالب من قبل المستوطنين من البر الرئيسي التركي الذين وصلوا في الغالب بعد عام 1960، مع انخفاض عدد السكان اليونانيين الأصليين إلى حوالي 300 شخص بحلول بداية القرن الحادي والعشرين.

## روابط خارجية
- الموقع الرسمي لمنطقة كوكجه آضه باللغة التركية
- الموقع الرسمي لبلدية كوكجه آضه باللغة التركية
- مطار كوكجه آضه باللغة التركية
- دليل Gökçeada Rehberim / Imbros باللغة الإنجليزية
- اليونانيون من Imbros، فيديو لكتاب İmroz Rumları / Gökçeada Üzerine، فيلم من إخراج يانيس كاتوميريس،(ردمك 978-605-5419-75-2)